# 博马

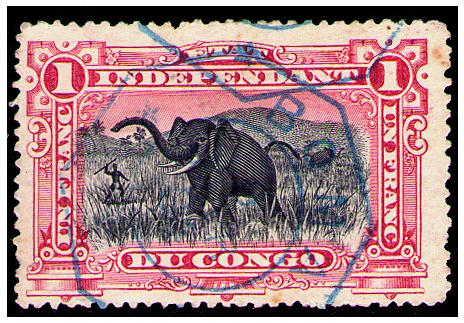
1900年左右用於博馬的剛果自由邦郵票

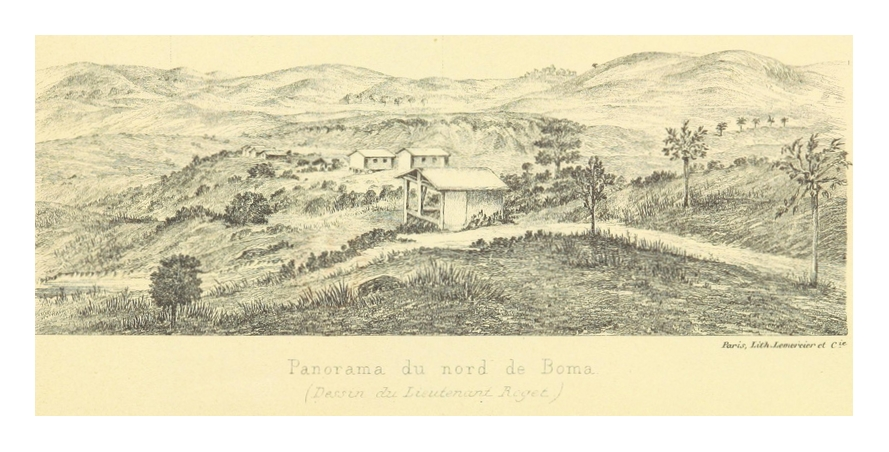
博馬向北方的景觀，1889年

博馬（法語：Boma）是剛果民主共和國的港口城鎮，由中剛果省負責管轄，位於剛果河北岸，海拔高度61米，在大西洋向上游100公里，並與安哥拉邊界相接。2012年人口估計約162,521。
博馬原本是剛果自由邦和比屬剛果（直到1921年）的首都，後來遷到利奧波德維爾（自此改名為金沙萨）。出口產品有木材、香蕉、可可和棕櫚。

## 歷史
博馬於16世紀由歐洲人建立，作為轉口港，包括用於奴隸貿易。當地貿易由荷蘭人主導，但英國、法國和葡萄牙公司在當地也有工廠。無歐洲國家貫徹當地主權，但葡萄牙不時會宣稱有主權。
英國探險家亨利·莫頓·史丹利從東到西穿越非洲，最後在1877年8月9日抵達了這裡。事後，他寫了一本書，《通過黑暗大陸》（Through the Dark Continent）來記載他的行程。
1884年，歐洲列強設立的剛果國際協會強逼博馬的人接受保護。1886年，比利時國王利奧波德二世成立剛果自由邦，定都博馬。他多年來私人擁有這片土地，利用私人部隊勞役大量剛果人，強迫勞動他們從事橡膠生產。國際社會的強烈抗議以及比利時立法機關的行動最終使政府收回當地，設立比屬剛果殖民地。
博馬繼續用作比屬剛果首都直到1926年，利奧波德維爾，往後更名為金沙萨，獲定為新首都。（該領地是今剛果民主共和國）

## 外部連結
- Boma Panorama（页面存档备份，存于）
- Friends of Boma[永久]
- MSN Map[永久]